# 水深图

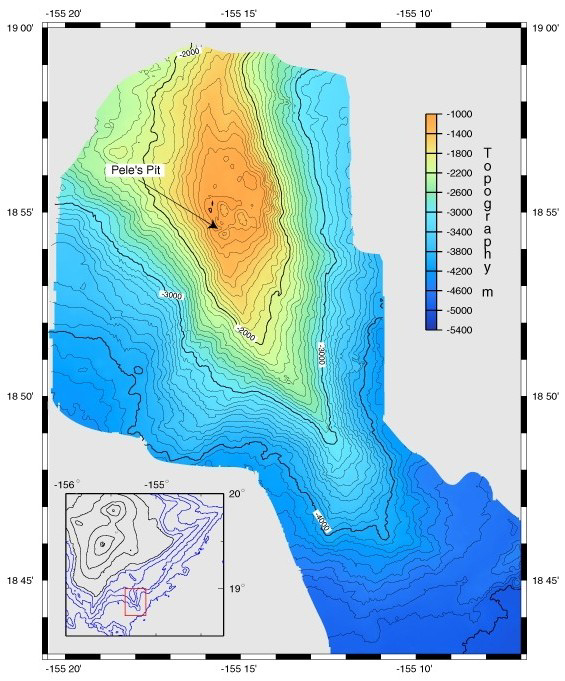
使用分层设色法表示的罗希海底山的海底地形图

水深图（Bathymetric chart）在海洋科学中也称等深線圖，在测绘学中一般称为海底地形图，是一种表示海底起伏的普通海图，可以视作陆地地形图在海洋区域的延伸。水深图（海底地形图）使用等深线表示海底起伏状况，并且详细表示有海底底质、礁石、海底管线等人工地物和其他基本地理要素。